# Heterospilus pinicola
Heterospilus pinicola är en stekelart som beskrevs av Sergey A. Belokobylskij 1994. Heterospilus pinicola ingår i släktet Heterospilus och familjen bracksteklar. Inga underarter finns listade i Catalogue of Life.